# Георг фон Хевен
Георг фон Хевен (на немски: Georg, Freiherr von Hewen; † 1542) е фрайхер от род Хевен, господар на Хевен (в Хегау) и Хоентринс (в кантон Граубюнден) и на Графство Верденберг.
Той е син на Петер (Петерман) IV фон Хевен († 1498), господар на Хоентринс и на замък Шварценберг, и съпругата му Агнес фон Лупфен († 1513/1514), дъщеря на граф и ландграф Зигмунд I фон Лупфен-Щюлинген († 1494) и Катарина фон Мач († сл. 1484). Внук е на фрайхер Петер III Фридрих фон Хевен († сл. 1471) и Аделхайд фон Еберщайн († 1505).
Георг фон Хевен е убит през 1542 г. в битка срещу турците.

## Фамилия
Георг фон Хевен се жени 1522 г. за Елизабет фон Хоенлое-Нойенщайн (* 24 ноември 1495; † 1536), вдовица на граф Волфганг фон Льовенщайн (1493 – 1512), дъщеря на граф Крафт VI фон Хоенлое (1452 – 1503) и графиня Хелена фон Вюртемберг († 1506). Те имат две дъщери:
- Мария фон Хевен († 1587), омъжена на 21 септември 1563 г. за граф Себастиан фон Хелфенщайн (* 21 септември 1521; † 16 май 1564)
- Розилия фон Хевен (* 1 януари 1530; † 13 октомври 1581), омъжена на 1 декември или 10 декември 1551 г. в Нойенщайн за граф Волфганг II фон Льовенщайн-Шарфенек (* 6 март 1527; † 27 ноември 1571)